# Campeonato Sudamericano de Natación de 2016
El XLIII Campeonato Sudamericano de Natación 2016, se celebró en Asunción, Paraguay entre el 28 de marzo y 3 de abril de 2016. En él se realizaron las competiciones de natación, nado sincronizado y waterpolo. La competición fue clasificatoria para los Juegos Olímpicos de Río de Janeiro 2016.
Brasil ganó un total de 50 medallas (22 oros, 15 platas y 13 bronces), logrando mantener su supremacía como la nación más exitosa en la natación sudamericana.

## Medallero
El medallero del Campeonato Sudamericano abarca las 4 disciplinas a disputarse.
- País local resaltado

| Núm. | País      | Oro | Plata | Bronce | Total |
| ---- | --------- | --- | ----- | ------ | ----- |
| 1    | Brasil    | 22  | 15    | 13     | 50    |
| 2    | Argentina | 19  | 13    | 13     | 45    |
| 3    | Venezuela | 7   | 8     | 11     | 26    |
| 4    | Ecuador   | 4   | 3     | 3      | 10    |
| 5    | Colombia  | 0   | 9     | 7      | 16    |
| 6    | Paraguay  | 0   | 2     | 2      | 4     |
| 7    | Perú      | 0   | 1     | 1      | 2     |
| 8    | Uruguay   | 0   | 1     | 0      | 1     |
| 9    | Bolivia   | 0   | 0     | 1      | 1     |

## Resultados

### Hombres
| Evento              | Oro                                                                                 | Oro            | Plata                                                                                | Plata    | Bronce                                                                       | Bronce   |
| ------------------- | ----------------------------------------------------------------------------------- | -------------- | ------------------------------------------------------------------------------------ | -------- | ---------------------------------------------------------------------------- | -------- |
| 50 m libre          | Federico Grabich Argentina                                                          | 22.55          | Guido Buscaglia Argentina                                                            | 22.58    | Cristian Quintero · Venezuela                                                | 22.77    |
| 100 m libre         | Federico Grabich Argentina                                                          | 49.59          | Cristian Quintero · Venezuela                                                        | 49.69    | Guido Buscaglia Argentina                                                    | 49.98    |
| 200 m libre         | Federico Grabich Argentina                                                          | 1:47.39 RN, RC | Luiz Altamir Melo · Brasil                                                           | 1:48.62  | Marcos Lavado · Venezuela                                                    | 1:50.03  |
| 400 m libre         | Luiz Altamir Melo · Brasil                                                          | 3:51.33        | Martín Naidich Argentina                                                             | 3:52.23  | Cristian Quintero · Venezuela                                                | 3:52.24  |
| 800 m libre         | Esteban Enderica · Ecuador                                                          | 7:58.46        | Martín Naidich Argentina                                                             | 7:59.18  | Rafael Davila · Venezuela                                                    | 8:02.66  |
| 1500 m libre        | Esteban Enderica · Ecuador                                                          | 15:08.57       | Martín Carrizo Argentina                                                             | 15:16.67 | Alejandro Gómez · Venezuela                                                  | 15:31.69 |
|                     |                                                                                     |                |                                                                                      |          |                                                                              |          |
| 50 m espalda        | Guilherme Guido · Brasil                                                            | 25.19          | Robinson Molina · Venezuela                                                          | 25.74    | Fábio Arikawa Santi · Brasil                                                 | 25.85    |
| 100 m espalda       | Guilherme Guido · Brasil                                                            | 53.40          | Fábio Arikawa Santi · Brasil                                                         | 55.11    | Omar Pinzón · Colombia                                                       | 55.49    |
| 200 m espalda       | Fábio Arikawa Santi · Brasil                                                        | 1:59.47        | Omar Pinzón · Colombia                                                               | 2:00.03  | Matías López Paraguay                                                        | 2:00.13  |
|                     |                                                                                     |                |                                                                                      |          |                                                                              |          |
| 50 m pecho          | Raphael De Oliveira · Brasil                                                        | 27.97          | Martín Melconian · Uruguay                                                           | 28.01    | Jorge Murillo · Colombia                                                     | 28.04    |
| 100 m pecho         | Carlos Claverie · Venezuela                                                         | 1:00.82        | Rapahel De Oliveira · Brasil                                                         | 1:01.37  | Jorge Murillo · Colombia                                                     | 1:01.88  |
| 200 m pecho         | Carlos Claverie · Venezuela                                                         | 2:10.44        | Carlos Mahecha · Colombia                                                            | 2:16.57  | Henrique Barbosa · Brasil                                                    | 2:16.87  |
|                     |                                                                                     |                |                                                                                      |          |                                                                              |          |
| 50 m mariposa       | Santiago Grassi Argentina                                                           | 24.03          | Benjamín Hockin Paraguay                                                             | 24.10    | Marcos Barale Argentina                                                      | 24.17    |
| 100 m mariposa      | Albert Subirats · Venezuela                                                         | 51.90 RC       | Santiago Grassi Argentina                                                            | 52.44    | Marcos Barale Argentina                                                      | 53.87    |
| 200 m mariposa      | Luiz Altamir Melo · Brasil                                                          | 1:58.39        | Marcos Lavado · Venezuela                                                            | 1:59.39  | Leonardo de Deus · Brasil                                                    | 1:59.63  |
|                     |                                                                                     |                |                                                                                      |          |                                                                              |          |
| 200 m combinado     | Henrique Rodrigues · Brasil                                                         | 2:01.18        | Carlos Omaña · Venezuela                                                             | 2:01.87  | Icaro Ludger Pereira · Brasil                                                |          |
| 400 m combinado     | Brandonn Almeida · Brasil                                                           | 4:17.78        | Carlos Omaña · Venezuela                                                             | 4:23.11  | Matías López Paraguay                                                        | 4:27.23  |
|                     |                                                                                     |                |                                                                                      |          |                                                                              |          |
| 4 x 100 m libre     | Argentina Federico Grabich Matías Aguilera Lautaro Rodríguez Guido Buscaglia        | 3:17.54        | Venezuela · Christian Quintero · Daniele Tirabassi · Roberto Gómez · Albert Subirats | 3:19.50  | Brasil · Alan Vitoria · Henrique Rodrigues · Luiz Altamir Melo · Pedro Silva | 3:20.60  |
| 4x200 m. libre      | Brasil · Giovanny Lima · Leonardo De Deus · Brandonn Almeida · Luiz Altamir Melo    | 7:24.42        | Venezuela · Cristian Quintero · Marcos Lavado · Carlos Omaña · Andrés Doria          | 7:25.69  | Colombia · Omar Pinzón · Esnaider Reales · David Arias · David Céspedes      | 7:37.02  |
| 4 x 100 m combinado | Venezuela · Robinson Molina · Carlos Claverie · Albert Subirats · Cristian Quintero | 3:36.88        | Brasil · Guilherme Guido · Henrique Barbosa · Leonardo de Deus · Pedro Silva         | 3.39.17  | Argentina Federico Grabich Rodrigo Frutos Santiago Grassi Guido Buscaglia    | 3.40.01  |
|                     |                                                                                     |                |                                                                                      |          |                                                                              |          |

- RN Récord nacional para su país.
- RC Récord de la historia del campeonato.

### Mujeres
| Evento              | Oro                                                                             | Oro      | Plata | Plata    | Bronce | Bronce   |
| ------------------- | ------------------------------------------------------------------------------- | -------- | --- | -------- | --- | -------- |
| 50 m libre          | Etiene Medeiros · Brasil                                                        | 24.80    | Graciele Herrmann · Brasil                                                                                    | 25.37    | Karen Torrez · Bolivia                                                                                       | 25.67    |
| 100 m libre         | Etiene Medeiros · Brasil                                                        | 54.83    | Manuela Lyrio · Brasil                                                                                        | 54.83    | Isabella Arcila · Colombia                                                                                   | 56.55    |
| 200 m libre         | Manuela Lyrio · Brasil                                                          | 1:58.94  | Andreína Pinto · Venezuela                                                                                    | 1:59.08  | Jessica Cavalheiro · Brasil                                                                                  | 2:00.68  |
| 400 m libre         | Andreína Pinto · Venezuela                                                      | 4:07.17  | Manuela Lyrio · Brasil                                                                                        | 4:10.62  | Delfina Pignatiello Argentina                                                                                | 4:13.75  |
| 800 m libre         | Andreína Pinto · Venezuela                                                      | 8:32.31  | Cecilia Biagioli Argentina                                                                                    | 8:42.82  | Samantha Arévalo · Ecuador                                                                                   | 8:47.20  |
| 1500 m libre        | Cecilia Biagioli Argentina                                                      | 16:37.85 | Samantha Arévalo · Ecuador                                                                                    | 16:44.44 | Miyahara Coello · Perú                                                                                       | 17:33.37 |
|                     |                                                                                 |          | |          | |          |
| 50 m espalda        | Andrea Berrino Argentina                                                        | 28.11    | Etiene Medeiros · Brasil                                                                                      | 28.17    | Jeserick Pinto · Venezuela · Ana Giulia Zortea · Brasil                                                      | 28.98    |
| 100 m espalda       | Etiene Medeiros · Brasil                                                        | 1:00.38  | Andrea Berrino Argentina                                                                                      | 1:00.47  | Natalia De Lucca · Brasil                                                                                    | 1:01.94  |
| 200 m espalda       | Andrea Berrino Argentina                                                        | 2:13.47  | Carolina Colorado · Colombia                                                                                  | 2:15.03  | Florencia Perotti Argentina                                                                                  | 2:15.30  |
|                     |                                                                                 |          | |          | |          |
| 50 m pecho          | Macarena Ceballos Argentina                                                     | 31.93    | Julia Sebastián Argentina                                                                                     | 32.13    | Mercedes Toledo · Venezuela                                                                                  | 32.36    |
| 100 m pecho         | Macarena Ceballos Argentina                                                     | 1:08.46  | Julia Sebastián Argentina                                                                                     | 1:09.33  | Pâmela de Souza · Brasil                                                                                     | 1:11.05  |
| 200 m pecho         | Julia Sebastián Argentina                                                       | 2:27.03  | Macarena Ceballos Argentina                                                                                   | 2:30.08  | Mercedes Toledo · Venezuela                                                                                  | 2:31.61  |
|                     |                                                                                 |          | |          | |          |
| 50 m mariposa       | Daiene Dias · Brasil                                                            | 26.53    | Daynara de Paula · Brasil                                                                                     | 26.68    | María Belén Díaz Argentina                                                                                   | 27.37    |
| 100 m mariposa      | Daynara de Paula · Brasil                                                       | 59.11    | Daiene Dias · Brasil                                                                                          | 59.33    | Isabella Páez · Venezuela                                                                                    | 59.66    |
| 200 m mariposa      | Andreína Pinto · Venezuela                                                      | 2:09.92  | Virginia Bardach Argentina                                                                                    | 2:11.04  | Joanna Maranhao · Brasil                                                                                     | 2:11.65  |
|                     |                                                                                 |          | |          | |          |
| 200 m combinado     | Virginia Bardach Argentina                                                      | 2:13.46  | Joanna Maranhao · Brasil                                                                                      | 2:14.09  | Florencia Perotti Argentina                                                                                  | 2:17.54  |
| 400 m combinado     | Virginia Bardach Argentina                                                      | 4:42.62  | Joanna Maranhao · Brasil                                                                                      | 4:43.31  | Florencia Perotti Argentina                                                                                  | 4:50.27  |
|                     |                                                                                 |          | |          | |          |
| 4 x 100 m libre     | Brasil · Graciele Herrmann · Daynara de Paula · Manuela Lyrio · Etiene Medeiros | 3:43.91  | Colombia · Jessica María Camposano Ríos · Carolina Colorado · María Paula Álvarez Pugliese · Isabella Hurtado | 3:50.37  | Argentina Cecilia Bertoncello María Belén Díaz María Sol Martin Florencia Panzini                            | 3:52.99  |
| 4x200 m. libre      | Brasil · Joanna Maranhao · Jessica Cavalheiro · Bruna Primati · Manuela Lyrio   | 8:04.29  | Perú · Andrea Cedrón · Jessica Cattaneo · Azra Advic · Daniela Miyahara                                       | 8:18.85  | Colombia · Jessica María Camposano Ríos · Isabella Arcila · Carolina Colorado · María Paula Álvarez Pugliese | 8:19.51  |
| 4 x 100 m combinado | Argentina Andrea Berrino Macarena Ceballos Virginia Bardach María Belén Díaz    | 4:07.48  | Brasil · Natalia de Luccas · Pamela Souza · Daynara de Paula · Manuella Lyrio                                 | 4:08.57  | Venezuela · Jeserik Pinto · Mercedes Toledo · Isabella Páez · Andreína Pinto                                 | 4:11.94  |
|                     |                                                                                 |          | |          | |          |

### Mixto
| Evento              | Oro                                                                              | Oro     | Plata                                                                       | Plata   | Bronce                                                                                        | Bronce  |
| ------------------- | -------------------------------------------------------------------------------- | ------- | --------------------------------------------------------------------------- | ------- | --------------------------------------------------------------------------------------------- | ------- |
| 4 x 100 m libre     | Brasil · Alan Vitoria · Pedro Henrique Silva · Manuela Lyrio · Graciele Herrmann | 3:30.98 | Argentina Guido Buscaglia Lautaro Rodríguez María Belén Díaz Andrea Berrino | 3:33.99 | Colombia · Marco González Guerrero · Juan Pablo Botero · Isabella Hurtado · Jessica Camposano | 3:35.42 |
| 4 x 100 m combinado | Argentina Andrea Berrino Macarena Ceballos Santiago Grassi Federico Grabich      | 3:52.31 | Paraguay María José Arrua Renato Prono Benjamin Hockin Karen Riveros        | 3:57.70 | Venezuela · Carlos Omaña · Juan Sequera · Isabella Páez · Andrea Garrido                      | 3:59.56 |
|                     |                                                                                  |         |                                                                             |         |                                                                                               |         |

## Resultados de nado sincronizado
Las finales se disputaron el día 18 de marzo.
| Evento | Oro                              | Plata                               | Bronce                          |
| ------ | -------------------------------- | ----------------------------------- | ------------------------------- |
| Solo   | Lara Teixera · Brasil · 158.2598 | Mónica Arango · Colombia · 155.5559 | Etel Sánchez Argentina 153.5118 |
| Dúo    | Brasil · 161.5946                | Colombia · 159.4258                 | Argentina 157.6547              |

| Evento                 | Oro              | Plata              | Bronce      |
| ---------------------- | ---------------- | ------------------ | ----------- |
| Rutina libre combinada | Brasil · 82.6667 | Colombia · 77.7333 | No otorgada |

| Evento              | Oro               | Plata               | Bronce      |
| ------------------- | ----------------- | ------------------- | ----------- |
| Rutina equipo libre | Brasil · 142.5461 | Colombia · 139.6493 | No otorgada |

Nota: Los resultados listados corresponden a la suma de la prueba técnica con la prueba libre.

## Resultados de Polo acuático
| Evento            | Oro       | Plata    | Bronce |
| ----------------- | --------- | -------- | ------ |
| Masculino Detalle | Argentina | Colombia | Brasil |

## Aguas abiertas
Las competiciones de aguas abiertas (maratón) de este Campeonato Sudamericano se realizaron en Lambaré.

### Masculino
| Evento | Oro                                | Plata                                            | Bronce                               |
| ------ | ---------------------------------- | ------------------------------------------------ | ------------------------------------ |
| 5 km.  | Iván Enderica · Ecuador · 59:33.91 | Víctor Hugo Ribeiro Colonese · Brasil · 59:39.80 | Guillermo Bertola Argentina 59:42.30 |
| 10 km. | Martín Carrizo Argentina 2:00.28   | Guillermo Bertola Argentina 2:00.32              | Iván Enderica · Ecuador · 2:00.33    |

### Femenino
| Evento | Oro                                  | Plata                                | Bronce                                  |
| ------ | ------------------------------------ | ------------------------------------ | --------------------------------------- |
| 5 km.  | Samantha Arévalo · Ecuador · 1:03.10 | Betina Martins · Brasil · 1:03.23    | Viviane Eichelberger · Brasil · 1:04.02 |
| 10 km. | Cecilia Biagioli Argentina 2:05.49   | Samantha Arévalo · Ecuador · 2.05.50 | Rosalía Caldas · Ecuador · 2:06.32      |

### Mixto
Los equipos estuvieron conformados por tres nadadores: 2 hombres y 1 mujer.
| Evento           | Oro                                                                  | Plata                                                                        | Bronce                                                                             |
| ---------------- | -------------------------------------------------------------------- | ---------------------------------------------------------------------------- | ---------------------------------------------------------------------------------- |
| Por equipos 3 km | Argentina Guillermo Bertola Martín Carrizo Cecilia Biagioli 32:44.07 | Ecuador · Esteban Enderica · Santiago Enderica · Samantha Arévalo · 33:07.91 | Brasil · Fernando Ponte · Víctor Hugo Ribeiro Colonese · Betina Martins · 34:47.20 |